# Train (Geräusch)
Als Train wird ein Geräusch bezeichnet, welches am 5. März 1997 durch Hydrophone im Pazifischen Ozean registriert und aufgenommen wurde. Die Ursache dieses Geräusches und der genaue Ort seiner Entstehung sind bisher unbekannt.
Das Geräusch wurde bisher erst einmal von der National Oceanic and Atmospheric Administration mit Hilfe des Equatorial Pacific Ocean autonomous hydrophone array der U.S. Navy registriert. Die NOAA vermutet als Ursache des Geräuschs die Kollision eines großen Eisbergs mit dem Meeresgrund.